# Argo (filme)
Argo (bra/prt: Argo) é um filme norte-americano de 2012, dos gêneros Drama histórico-biográfico e suspense, dirigido por Ben Affleck, com roteiro de Chris Terrio baseado no livro The Master of Disguise, de Tony Mendez (agente da CIA), e no artigo "The Great Escape", de Joshuah Bearman, publicado na revista Wired em 2007 e que trata da "Canadian Caper", na qual Mendez resgatou seis diplomatas americanos de Teerã durante a crise de reféns de 1979.
Argo recebeu muitos elogios da crítica e três das sete nomeações para os prémios da Academia em sua 85ª edição — melhor roteiro adaptado, melhor edição e melhor filme —, além de cinco indicações ao Globo de Ouro, vencendo duas: melhor filme dramático e melhor realização.

## Sinopse
O filme se inicia em 4 de novembro de 1979, quando a embaixada norte-americana em Teerã é invadida por militantes iranianos que exigem a extradição do ex-governante do país Mohammad Reza Pahlavi, então em tratamento de saúde nos Estados Unidos, gerando a crise de reféns no Irã. Entretanto, seis funcionários da embaixada conseguiram sair antes da invasão, escondendo-se na casa do embaixador do Canadá. A CIA estuda meios de resgatá-los, e Tony Mendez engendra a ideia de simular a gravação de filme de ficção científica chamado Argo. Com o apoio de seu chefe, Jack O'Donnell, e a ajuda de John Chambers, especialista em maquiagem da indústria cinematográfica, e do ator Lester Siegel, Mendez monta uma equipe e viaja até Istambul, onde, antes de seguirem a Teerã, ensaiam as novas identidades de cidadãos canadenses membros da equipe de filmagem, que voltarão para casa num voo da Swissair.

## Elenco
- Ben Affleck como Tony Mendez

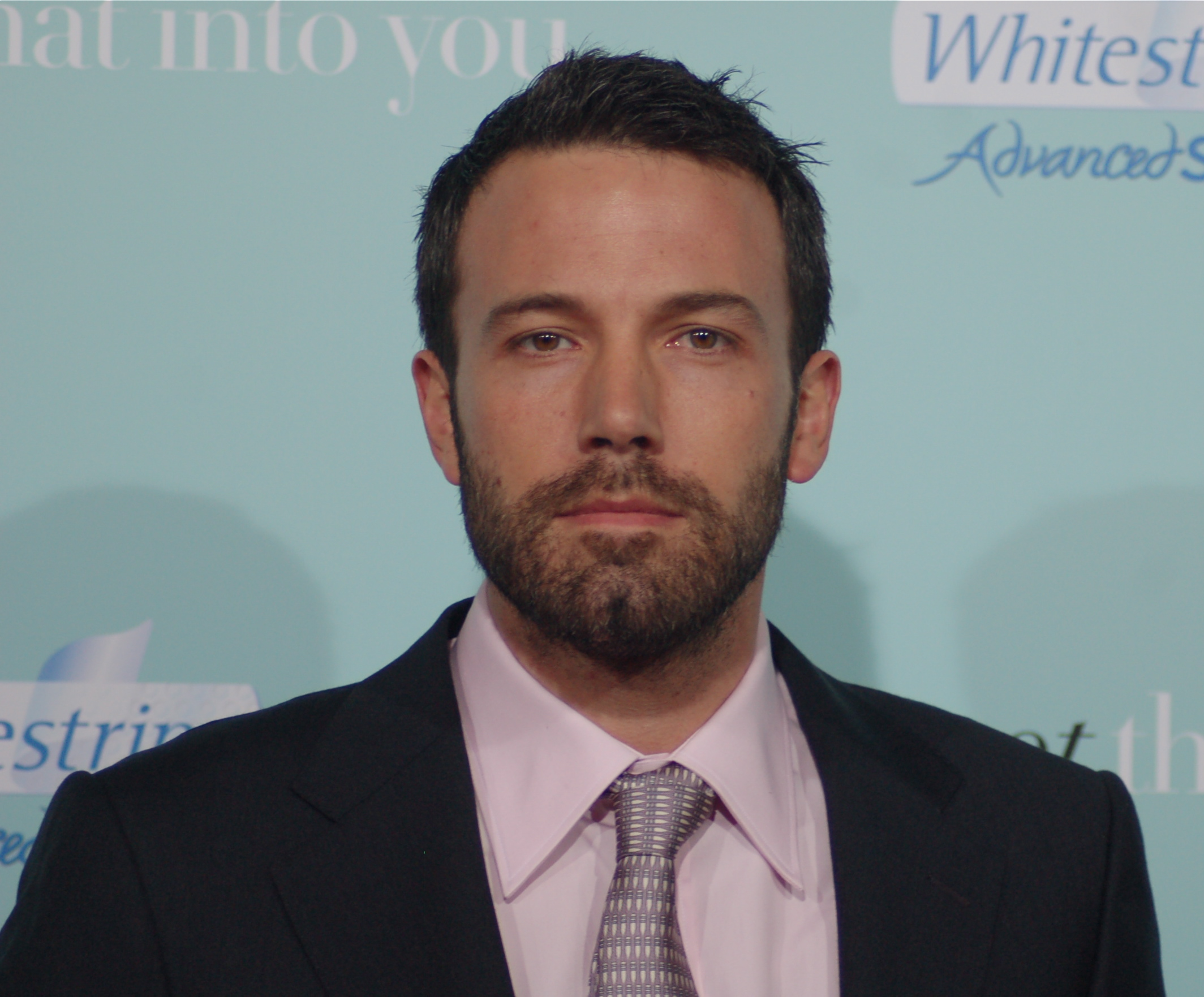
Ator, produtor, e diretor Ben Affleck

- Bryan Cranston como Jack O'Donnell
- Alan Arkin como Lester Siegel
- John Goodman como John Chambers
- Tate Donovan como Robert Anders
- Clea DuVall como Cora Lijek
- Christopher Denham como Mark Lijek
- Scoot McNairy como Joe Stafford
- Kerry Bishé como Kathy Stafford
- Rory Cochrane como Lee Schatz
- Victor Garber como Kenneth Douglas Taylor
- Kyle Chandler como Hamilton Jordan (Chefe de Gabinete da Casa Branca)
- Chris Messina como Malinov
- Željko Ivanek como Robert Pender
- Titus Welliver como Jon Bates
- Bob Gunton como Cyrus Vance (Secretário de Estado dos Estados Unidos)
- Philip Baker Hall como Stansfield Turner
- Richard Kind como Max Klein
- Richard Dillane como Peter Nicholls
- Keith Szarabajka como Adam Engell
- Michael Parks como Jack Kirby
- Tom Lenk como Rodd
- Christopher Stanley como Tom Ahern
- Page Leong como Pat Taylor
- Taylor Schilling como Christine Mendez
- Ashley Wood como Beauty
- Barry Livingston como David Marmor, oficial da CIA
- Sheila Vand como Sahar
- Omid Abtahi como Reza
- Karina Logue como Elizabeth Ann Swift
- Adrienne Barbeau como Nina
- Fouad Hajji como Komiteh

## Produção
Argo é baseado no "Canadian Caper", que ocorreu durante a crise dos reféns do Irã em 1979 e 1980. Chris Terrio escreveu o roteiro baseado em artigo de Joshuah Bearman 2007 na Wired: "Como a CIA usou um Fake Sci-Fi Flick para resgatar os americanos de Teerã". O artigo foi escrito após os registros serem liberados da confidencialidade.
Em 2007, os produtores George Clooney, Grant Heslov e David Klawans criaram um projeto com base no artigo. A participação de Affleck foi anunciada em fevereiro de 2011. No mês de junho, Alan Arkin foi a primeira pessoa do elenco no filme. Após o resto dos papéis serem lançados, as filmagens começaram em Los Angeles em agosto de 2011. Filmagens adicionais ocorreram em McLean, Virginia, Washington, D.C..; e Istambul.
Como uma peça histórica, o filme fez uso de imagens de notícias de arquivo de ABC, CBS e NBC, e incluiu músicas populares da época, como "Little T&A", dos Rolling Stones, "Sultans of Swing", de Dire Straits, "Dance the Night Away", de Van Halen e ""When the Levee Breaks"" de Led Zeppelin. Por sua vez, a Warner Bros usou seu título de 1972–1984, com o logotipo "Big W" concebido por Saul Bass para a Warner Communications para abrir a filme e pintada na famosa torre de água do seu lote estúdio o logotipo da The Burbank Studios (nome da instalação durante os anos 1970 e 1980, quando Warner compartilhou com a Columbia Pictures).
O roteiro verdadeiro usado pela CIA para criar uma repercussão midiática veio de uma adaptação do romance de 1967 Lord of Light de Roger Zelazny. O produtor Barry Gellar tentara produzir o filme com o título original do livro, mas fracassara, permitindo à CIA aproveitá-lo, alterando o título para Argo.
De acordo com Tony Mendez, Studio Six, o falso estúdio de produção de Hollywood que ajudou a criar o núcleo do plano da CIA se mostrou tão convincente que até mesmo semanas após o resgate ter sido concluído, recebeu 26 roteiros, inclundo um de Steven Spielberg.

## Lançamento e recepção

### Resposta da crítica
Argo foi amplamente aclamado pelos críticos americanos. Rotten Tomatoes informou que 96% dos críticos deram ao filme opiniões positivas com base em 246 avaliações, com uma pontuação média de 8,4 em 10. Seu consenso diz: "Tenso, emocionante e muitas vezes sombriamente cômico, Argo recria um evento histórico, com atenção aos detalhes vívidos e personagens finamente forjados". No Metacritic, que atribui uma classificação média ponderada de 100 a comentários de críticos tradicionais, O filme recebeu uma pontuação média de 86, considerado "aclamação universal", baseado em 45 opiniões Nomeando Argo um dos 11 melhores filmes de 2012, o crítico Stephen Holden, do The New York Times escreveu: "Ben Affleck com sua direção perfeita catapulta-o para a frente de cineastas de Hollywood despejando entretenimento pensativo".
The Washington Times disse que se sentiu "como um filme a partir de uma época anterior - menos frenético, menos vistoso, mais focado na sensação da narrativa," mas que o script incluíu "muitos personagens que ele não chega a se desenvolver".
Escrevendo no Chicago Sun-Times, Roger Ebert disse: "O ofício neste filme é raro. É tão fácil de fabricar um suspense de perseguições e tiros, e por isso muito difícil ajustá-lo fora do tempo requintado e uma trama que é tão claro para nós nos perguntamos por que não é óbvio para os iranianos. Afinal, quem em sã consciência acreditaria em uma operação espacial estava sendo filmada no Irã durante a crise dos reféns?" Ebert deu ao filme 4/4 estrelas, chamando-o de "fascinante" e "surpreendentemente engraçado" e escolheu-o como o melhor filme do ano.
O crítico literário Stanley Fish diz que o filme é um filme alcaparra padrão em que "alguma tarefa improvável tem de ser puxado para fora por uma combinação de ingenuidade, a formação, o engano e sorte". Ele passa a descrever a estrutura do filme: "(1) a apresentação do esquema aos superiores relutantes e sem imaginação, (2) a transformação de um bando desorganizado de nunca-do-poços e malucos em uma unidade coerente, coordenada e (3) a realização da tarefa." Embora ele acha que o filme é bom em construção e manutenção de suspense, ele conclui,

Este é um daqueles filmes que dependem de você não pensar muito sobre isso, pois assim como você refletir sobre o que está acontecendo ao invés de ser levado pelo fluxo narrativo, não parece muito a ele além da habilidade com que suspense é mantido, apesar do fato de que você sabe de antemão que vai sair. … Uma vez que a ação é feita com sucesso, não há nada muito a dizer, e tudo o que é dito parece artificial. Essa é a virtude de um entretenimento como esta, que não permanecem na memória e provocar reflexões tardias.

### Reações de iranianos
Abolhassan Banisadr, ministro das Relações Exteriores e, em seguida, presidente durante o incidente, argumentou que o filme não leva em conta o fato de que a maioria dos membros do gabinete defendeu a liberação de todos os funcionários americanos rapidamente. Jian Ghomeshi, um escritor canadense e uma figura de rádio e ascendência iraniana, pensa que o filme tinha um "retrato profundamente perturbador do povo iraniano". Ghomeshi afirmou "entre todos os comentários elogiosos, praticamente ninguém na grande mídia tem chamado [a] representação desequilibrada de todo um grupo nacional, étnico, e as implicações mais amplas do retrato". Ele também sugeriu que a cronometragem do filme era pobre, como relações políticas americanos e iranianos estavam em um ponto baixo. Professor de história Juan Cole da Universidade de Michigan teve uma avaliação semelhante, escrevendo que a narrativa do filme não fornece contexto histórico adequado para os eventos reais que retrata, e esses erros de omissão de conduzir todos os personagens iranianos no filme a ser descrito como estereótipos étnicos. Em 3 de novembro de 2012 o artigo no Los Angeles Times afirmou que o filme tinha recebido muito pouco atenção em Teerã, embora Masoumeh Ebtekar disse que o filme não mostrar "os verdadeiros motivos por trás do evento".
Apesar de a resposta do governo iraniano, DVDs piratas tornaram-se populares e são estimados em "centenas de milhares" de cópias. Interpretações da popularidade do filme no Irã têm variado, que vão desde o fato de o filme retratar os excessos da revolução e da crise dos reféns, que havia sido glorificado no Irã, aos iranianos normalmente vê-lo como um lembrete sombrio do que causou a pobre relação com a América e os custos daí decorrentes para o Irã, décadas após a invasão da embaixada. Também foi alegado que as vendas altas de DVD são uma forma de protesto silencioso contra a hostilidade permanente do governo para as relações com a América.

### Bilheteria
O filme arrecadou 136 024 128 dólares nos Estados Unidos, e 96 300 000 dólares em outros países, para um total mundial de 232 324 128.

### Home media
O filme foi lançado nos Estados Unidos em 19 de fevereiro de 2013 em DVD, Blu-ray Disc e com uma cópia digital UltraViolet.

### Elogios

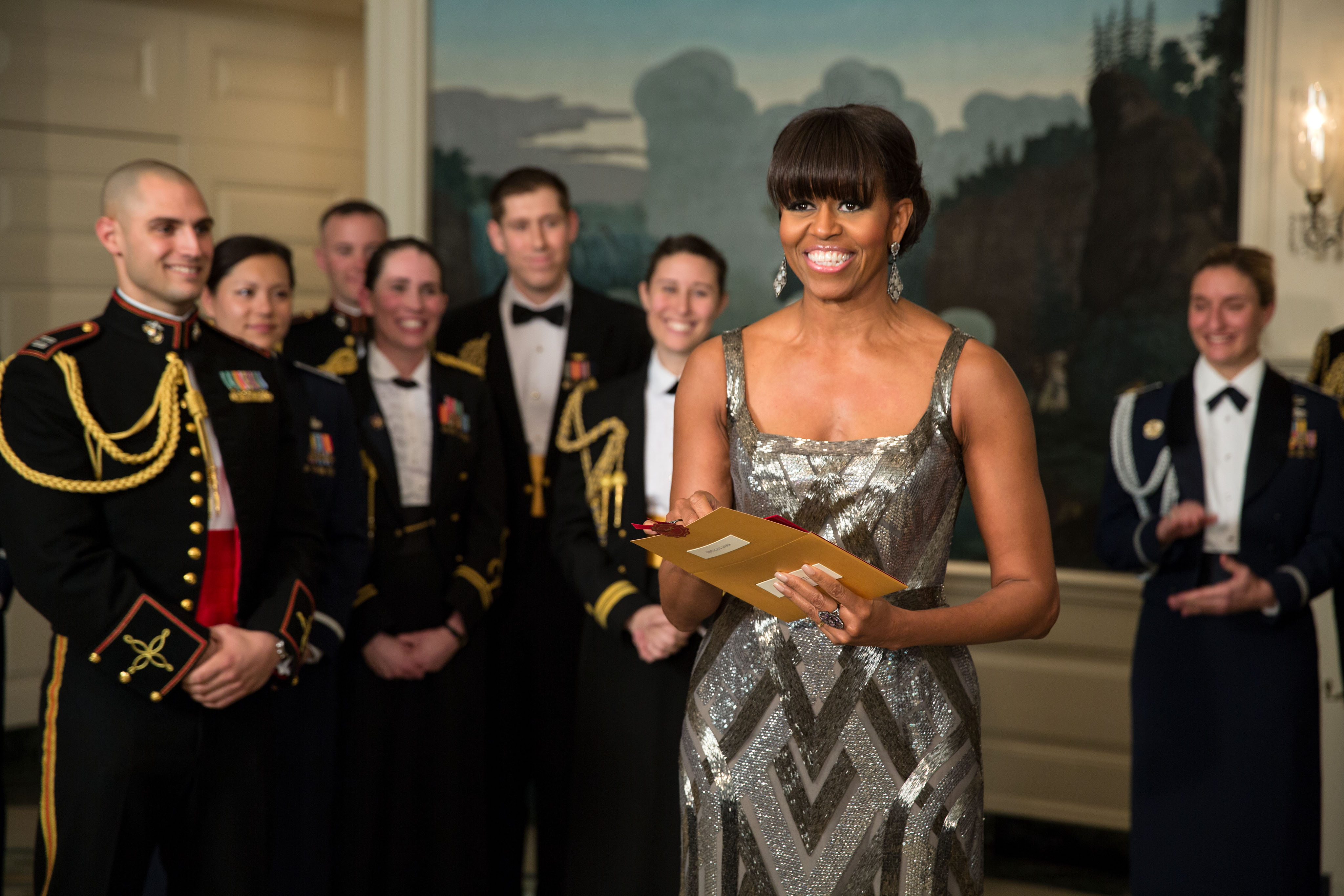
Primeira-dama Michelle Obama anuncia o Oscar para Melhor Filme, Argo, ao vivo da Sala de Recepção Diplomática da Casa Branca, 24 de fevereiro de 2013.

O filme foi indicado para sete prêmios da Academia e ganhou três, de Melhor Filme, Melhor Roteiro Adaptado e Melhor Edição. Affleck não foi indicado para Melhor Diretor, e após o anúncio das nomeações, Bradley Cooper, que foi indicado por sua atuação de liderança em Silver Linings Playbook, declarou: "Ben Affleck foi roubado". Esta opinião foi compartilhada pelo apresentador da cerimônia Seth MacFarlane e Quentin Tarantino, cujo filme Django Unchained foi indicado em diversas categorias.
Entertainment Weekly escreveu sobre essa polêmica:
De pé na sala de imprensa do Globo de Ouro com seu troféu de diretor, Affleck reconheceu que foi frustrante não conseguir uma indicação ao Oscar, quando muitos achavam que ele merecia um. Mas ele está mantendo um senso de humor. "Quer dizer, eu também não consegui a nomeação por atuação", apontou. "E ninguém está dizendo que eu fui esnobado lá!"

## Prêmios e indicações
| Prêmio                     | Categoria                                  | Recipiente                                        | Resultado |
| -------------------------- | ------------------------------------------ | ------------------------------------------------- | --------- |
| Globo de Ouro 2013         | Melhor filme - drama                       | Grant Heslov, Ben Affleck, George Clooney (prod.) | Venceu    |
| Globo de Ouro 2013         | Melhor direção                             | Ben Affleck                                       | Venceu    |
| Globo de Ouro 2013         | Melhor ator coadjuvante                    | Alan Arkin                                        | Indicado  |
| Globo de Ouro 2013         | Melhor roteiro                             | Chris Terrio                                      | Indicado  |
| Globo de Ouro 2013         | Melhor trilha sonora                       | Alexandre Desplat                                 | Indicado  |
| SAG 2013                   | Melhor ator secundário[carece de fontes?]  | Alan Arkin                                        | Indicado  |
| SAG 2013                   | Melhor elenco de cinema[carece de fontes?] | Melhor elenco de cinema[carece de fontes?]        | Venceu    |
| BAFTA 2013                 | Melhor filme                               | Grant Heslov, Ben Affleck, George Clooney (prod.) | Venceu    |
| BAFTA 2013                 | Melhor direção                             | Ben Affleck                                       | Venceu    |
| BAFTA 2013                 | Melhor ator                                | Ben Affleck                                       | Indicado  |
| BAFTA 2013                 | Melhor ator coadjuvante                    | Alan Arkin                                        | Indicado  |
| BAFTA 2013                 | Melhor roteiro adaptado                    | Chris Terrio                                      | Indicado  |
| BAFTA 2013                 | Melhor montagem                            | William Goldenberg                                | Venceu    |
| BAFTA 2013                 | Melhor trilha sonora                       | Alexandre Desplat                                 | Indicado  |
| Oscar 2013                 | Melhor filme                               | Grant Heslov, Ben Affleck, George Clooney (prod.) | Venceu    |
| Oscar 2013                 | Melhor ator coadjuvante                    | Alan Arkin                                        | Indicado  |
| Oscar 2013                 | Oscar de melhor roteiro adaptado           | Chris Terrio                                      | Venceu    |
| Oscar 2013                 | Melhor edição                              | William Goldenberg                                | Venceu    |
| Oscar 2013                 | Melhor trilha sonora                       | Alexandre Desplat                                 | Indicado  |
| Oscar 2013                 | Melhor edição de som                       | Erik Aadahl, Ethan Van der Ryn                    | Indicado  |
| Oscar 2013                 | Melhor som                                 | John T. Reitz, Gregg Rudloff, Jose Antonio Garcia | Indicado  |
| Critics' Choice Movie 2013 | Melhor filme[carece de fontes?]            | Ben Affleck                                       | Venceu    |
| Critics' Choice Movie 2013 | Melhor elenco[carece de fontes?]           | Melhor elenco[carece de fontes?]                  | Indicado  |
| Critics' Choice Movie 2013 | Melhor ator secundário[carece de fontes?]  | Alan Arkin                                        | Indicado  |
| Critics' Choice Movie 2013 | Melhor roteiro adaptado[carece de fontes?] | Chris Terriok                                     | Venceu    |
| Critics' Choice Movie 2013 | Melhor edição[carece de fontes?]           | William Goldenberg                                | Indicado  |
| Critics' Choice Movie 2013 | Melhor trilha sonora[carece de fontes?]    | Alexandre Desplat                                 | Indicado  |

## Imprecisões históricas

### Papel do Canadá × papel da CIA
Depois que o filme foi exibido no Festival Internacional de Cinema de Toronto de 2012, muitos críticos disseram que ele glorificou injustamente o papel da CIA e minimizou o papel do governo canadense (particularmente o do Embaixador Taylor) na operação de extração. A revista Maclean's afirmou que "o filme reescreve a história às custas do Canadá, fazendo de Hollywood e da CIA os salvadores heroicos da saga, enquanto Taylor é rebaixado a um porteiro gentil." O texto pós-escrito dizia que a CIA deixou Taylor levar o crédito para fins políticos, que alguns críticos pensaram que implicava que ele não merecia os elogios que recebeu. Em resposta a esta crítica, Affleck mudou o texto pós-escrito para ler: "O envolvimento da CIA complementou os esforços da embaixada canadense para libertar os seis detidos em Teerã. Até hoje a história permanece como um modelo duradouro de cooperação internacional entre governos." O Toronto Star escreveu:" Mesmo isso dificilmente faz justiça ao Canadá."

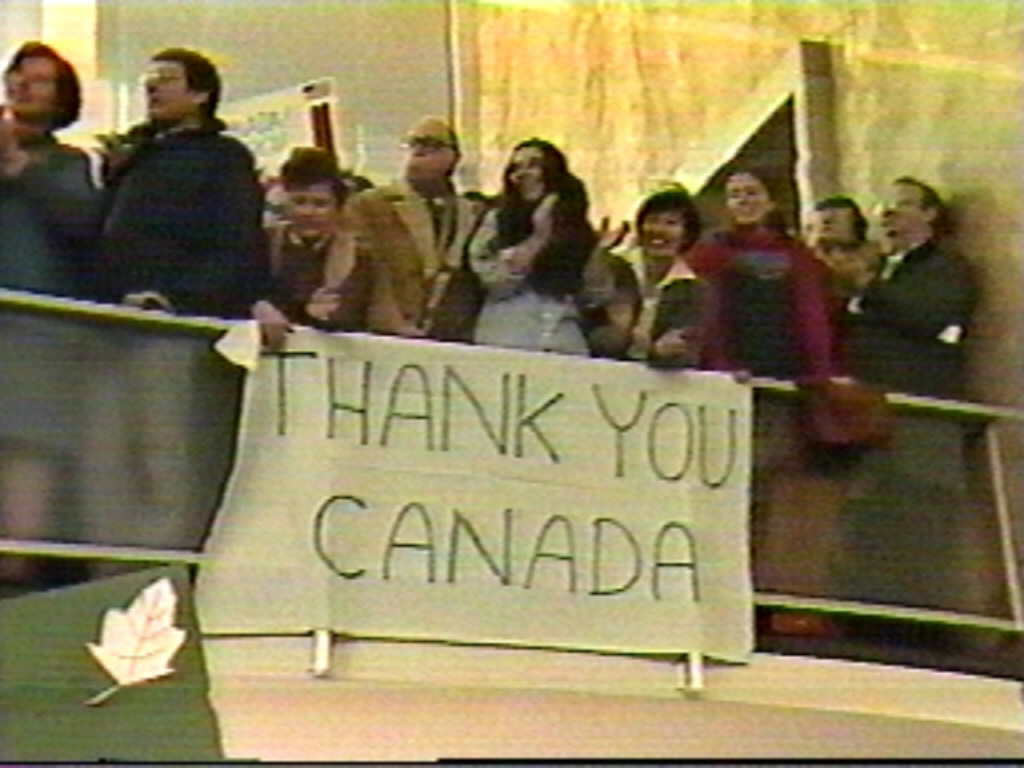
Pessoas dando as boas-vindas aos seis diplomatas americanos de volta aos Estados Unidos e expressando agradecimentos ao Canadá, 1980.

Em uma entrevista à CNN, o ex-presidente dos EUA Jimmy Carter abordou a controvérsia:

90% das contribuições para as idéias e a consumação do plano foram canadenses. E o filme dá quase todo o crédito à CIA americana. E com essa exceção, o filme é muito bom. Mas o personagem de Ben Affleck no filme ficou ... apenas em Teerã um dia e meio. E o herói principal, na minha opinião, foi Ken Taylor, que foi o embaixador canadense que orquestrou todo o processo.
Taylor observou: "Na realidade, o Canadá era responsável pelos seis e a CIA era um parceiro júnior. Mas eu sei que isso é um filme e você tem que manter o público na ponta dos seus assentos." No filme, Taylor é acusado de encerrar a embaixada canadense. Isso não aconteceu, e os canadenses nunca consideraram abandonar os seis americanos que se refugiaram sob sua proteção.
Affleck afirmou:

Porque dizemos que é baseado em uma história verdadeira, em vez de ser uma história verdadeira, podemos usar uma licença dramática. Existe um espírito de verdade ... os tipos de coisas que são realmente importantes para serem verdadeiras são - por exemplo, a relação entre os Estados Unidos e o Canadá. Os Estados Unidos se levantaram coletivamente como nação e disseram: "Nós gostamos de você, agradecemos, respeitamos você e estamos em dívida com você." ... Havia gente que não queria arriscar o pescoço e os canadenses sim. Eles disseram: "Vamos arriscar nossa posição diplomática, nossas vidas, abrigando seis americanos porque é a coisa certa a fazer." Por causa disso, suas vidas foram salvas."
Após a morte de Taylor, o The Washington Post o descreveu como o "principal herói" do resgate, citando o ex-presidente Jimmy Carter ao fazê-lo. Em 1981, Taylor foi premiado com a Medalha de Ouro do Congresso pelo presidente Ronald Reagan. No entanto, o significado de seu papel foi minimizado no filme.

### Papel do Reino Unido × papel da Nova Zelândia
Após seu lançamento em outubro de 2012, o filme foi criticado por sua sugestão de que as embaixadas do Reino Unido e da Nova Zelândia haviam rejeitado os refugiados americanos em Teerã. Na verdade, as duas embaixadas, junto com os canadenses, ajudaram os americanos. Os britânicos inicialmente hospedaram os refugiados americanos; no entanto, o local foi considerado inseguro, já que a própria embaixada britânica havia sido visada e cercada por turbas e todos os funcionários envolvidos de várias nações acreditavam que a residência do embaixador canadense era um local mais seguro. Diplomatas da Nova Zelândia organizaram um local para os refugiados se esconderem se precisassem mudar de localização, e levaram os americanos ao aeroporto quando eles fugiram de Teerã. Diplomatas britânicos também ajudaram outros reféns americanos além do grupo de seis fugitivos. Bob Anders, o agente consular dos Estados Unidos interpretado no filme por Tate Donovan, disse: "Eles colocaram suas vidas em risco por nós. Todos corremos risco. Espero que ninguém na Grã-Bretanha se ofenda com o que é dito no filme. Os britânicos foram bons para nós e somos eternamente gratos."
Sir John Graham, o então embaixador britânico no Irã, disse: 
Minha reação imediata ao ouvir sobre isso foi de indignação. Desde então, acalmei, mas ainda estou muito angustiado que os cineastas tenham entendido tão errado. Minha preocupação é que o relato incorreto não entre na mitologia dos eventos em Teerã em novembro de 1979.
O então encarregado de negócios britânico em Teerã disse que, se os americanos tivessem sido descobertos na embaixada britânica, "posso garantir que todos nós teríamos dado o salto em altura." Martin Williams, secretário de Sir John Graham no Irã na época, foi quem encontrou os americanos, depois de procurá-los em seu próprio carro britânico (o único Austin Maxi no Irã) e primeiro os abrigou em sua própria casa.
Affleck é citado como tendo dito ao The Sunday Telegraph: "Lutei com isso por muito tempo, porque ele molda a Grã-Bretanha e a Nova Zelândia de uma forma que não é totalmente justa. Mas eu estava criando uma situação em que você precisava ter a sensação de que essas seis pessoas não tinham para onde ir. Isso não significa diminuir ninguém." Em 12 de março de 2013, a Câmara dos Representantes da Nova Zelândia censurou Affleck concordando unanimemente com a seguinte moção, iniciada pelo Primeiro líder da Nova Zelândia, Winston Peters:
... esta Câmara reconhece com gratidão os esforços dos ex-diplomatas da Nova Zelândia Chris Beeby e Richard Sewell em ajudar reféns americanos em Teerã durante a crise dos reféns em 1979, e expressa [es] seu pesar pelo diretor do filme Argo achou por bem enganar o mundo sobre o que realmente aconteceu durante aquela crise quando, na realidade, as ações inspiradoras de nossos corajosos diplomatas foram de ajuda significativa para os reféns americanos e merecem que o registro factual e histórico seja corrigido.

### Perigo iminente para o grupo
No filme, os diplomatas enfrentam olhares desconfiados dos iranianos sempre que saem em público e parecem próximos de serem pegos em muitos passos no caminho para sua liberdade. Na realidade, os diplomatas nunca pareceram estar em perigo iminente. A esposa de Taylor comprou três conjuntos de passagens aéreas de três companhias aéreas diferentes com antecedência, sem problemas.
- O filme mostra um cancelamento dramático de última hora da missão pelo governo Carter e Mendez declarando que continuará com a missão. Carter atrasou a autorização por apenas 30 minutos, e isso foi antes de Mendez deixar a Europa e ir para o Irã.

- O filme retrata uma situação tensa quando a tripulação tenta embarcar no avião e suas identidades são quase descobertas. Nenhum confronto com oficiais de segurança ocorreu no portão de embarque.[50]

O filme tem uma sequência dramática de perseguição enquanto o avião decola; isso não ocorreu. Como Mark Lijek descreveu, "Felizmente para nós, havia muito poucos Guardas Revolucionários na área. É por isso que pegamos um vôo às 5h30 da manhã; mesmo eles não eram zelosos o suficiente para estar lá tão cedo. A verdade é que os oficiais da imigração mal nos olharam e fomos processados da maneira normal. Pegamos o vôo para Zurique e depois fomos levados para a residência do embaixador dos Estados Unidos em Berna. Foi muito direto."

### Outras imprecisões
O filme contém outras imprecisões históricas:
- O roteiro não inclui os seis dias que Bob Anders, Mark e Cora Lijek e Joe e Kathy Stafford estiveram fugindo antes de se refugiarem com os canadenses, nem onde Lee Schatz estava até se juntar ao grupo na casa de John e Zena Sheardown.

- O roteiro mostra os fugitivos - Mark e Cora Lijek, Bob Anders, Lee Schatz e Joe e Kathy Stafford - estabelecendo-se para coabitação forçada na residência do embaixador canadense Ken Taylor. Na realidade, o grupo de cinco (Lee Schatz juntou-se aos Lijeks e Bob Anders cerca de dez dias depois) foi dividido entre a casa dos Taylor e a casa de outro oficial canadense, John Sheardown e sua esposa Zena.[49][52] Na verdade, foi a amizade entre Bob Anders e John Sheardown que levou Bob a ligar para John em busca de refúgio para o grupo quando o refúgio com o cozinheiro tailandês Sam (Somchai) começou a se desfazer. A resposta de John a Bob foi: "Por que você não ligou antes?"

- "Não é verdade que nunca poderíamos sair. A casa de John Sheardown tinha um pátio interno com jardim e podíamos andar por lá livremente", diz Mark Lijek.[49]Arte conceitual de Jack Kirby no projeto de adaptação de Lord of Light, de Roger Zelazny, usado na operação Canadian Caper.

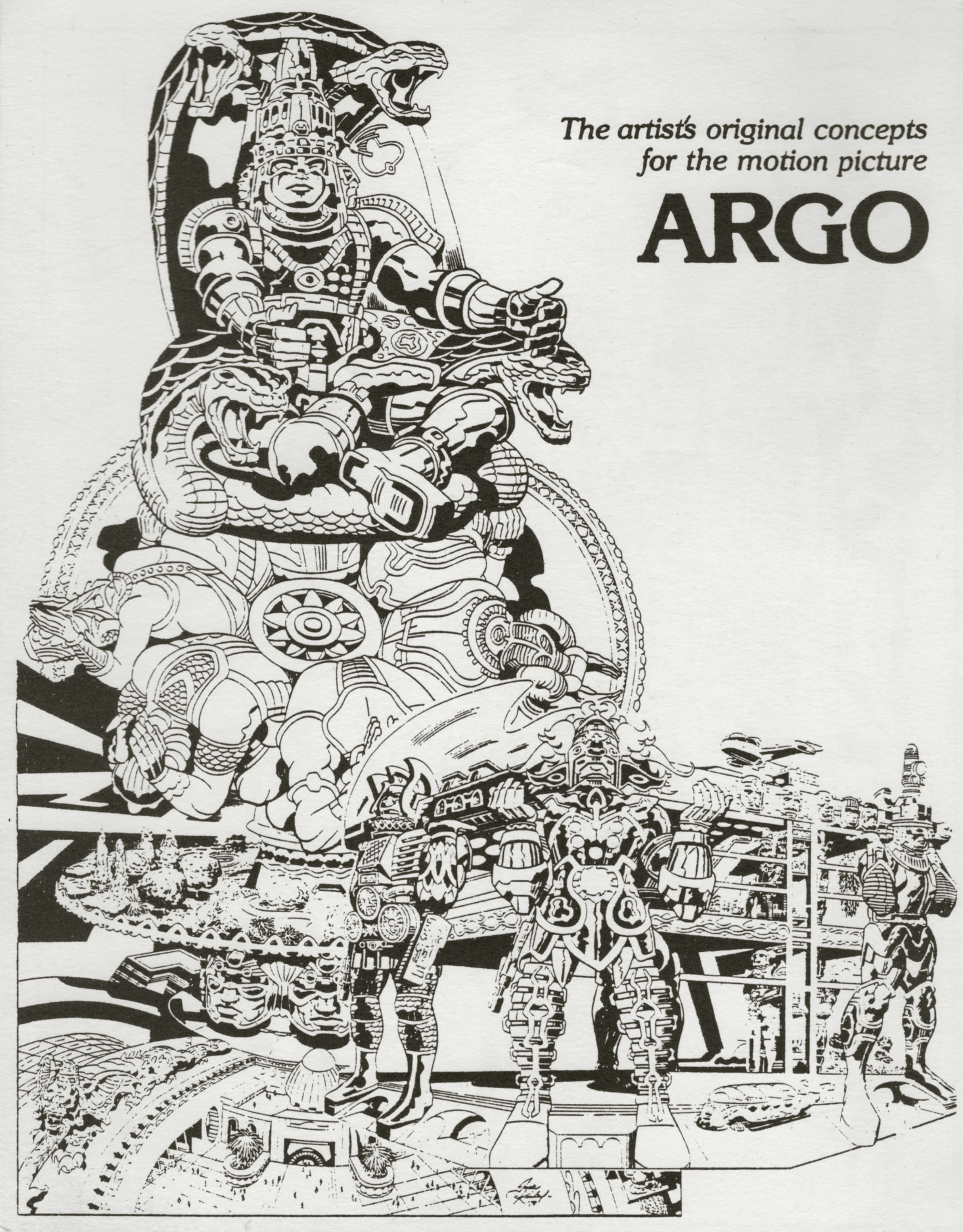
Arte conceitual de Jack Kirby no projeto de adaptação de Lord of Light, de Roger Zelazny, usado na operação Canadian Caper.

- Lester Siegel, interpretado por Alan Arkin, não é uma pessoa real. Seu nome e algumas contribuições são baseadas em Robert Sidell, enquanto sua personalidade é baseada em Jack Warner.[53]

- Na descrição de um esforço frenético da sede da CIA, em Langley, para fazer com que o presidente Jimmy Carter autorizasse a missão de forma que as passagens aéreas compradas anteriormente ainda fossem válidas, um oficial da CIA é retratado como fazendo com que a operadora de telefone da Casa Branca se conectasse ele ao Chefe de Gabinete, Hamilton Jordan, fazendo-se passar por um representante da escola frequentada pelos filhos de Jordan. Na realidade, Jordan não era casado e não tinha filhos na época.[54]
- O filme retrata Mendez descobrindo o roteiro com o título de Argo. Na verdade, o roteiro foi intitulado Lord of Light, baseado no livro homônimo de Roger Zelazny. A CIA mudou o título para Argo.[7][16]
- O quadrinista Jack Kirby não fez seu trabalho de storyboard para a produção fabricada do filme da CIA. Ele criou artes conceituais quando houve uma tentativa de produzir Lord of Light alguns anos antes da situação dos reféns iranianos.[55][7][16]

- O letreiro de Hollywood é mostrado dilapidado como estava na década de 1970. O sinal foi reparado em 1978, dois anos antes dos eventos descritos no filme.[56]

- O voo da Swissair que tirou Mendez e o grupo de reféns de Teerã é mostrado operado com um Boeing 747-300, um tipo que entrou em serviço em 1983, e é pintado com uma pintura que a Swissair introduziu em 1980. Na vida real, o grupo partiu Irã em um Swissair Douglas DC-8.[57]